# توکودالتارو
توکودالتارو (به مجاری:  Tokodaltáró) یک شهرداری در مجارستان است که در ناحیه استرگوم واقع شده‌است. توکودالتارو ۵٫۵۴ کیلومتر مربع مساحت و ۳٬۱۸۰ نفر جمعیت دارد.